# Association Pèlerinage Tambov
L'association Pèlerinage Tambov est une structure créée en Alsace en 1995 pour perpétuer la mémoire des combattants Alsaciens-Mosellans partis au combat sur le front de l'est durant la Seconde Guerre mondiale. Elle n'est pas la seule dans ce cas en Alsace et en Moselle, mais elle est la plus visible et la plus médiatisée, en raison de ses actions impliquant les générations et les autorités politiques, toujours sur le thème des incorporés de force alsaciens mosellans partis sur le Front de l'Est.
Ces combattants, appelés aussi Malgré-nous, ont été nombreux à séjourner dans le camp de Tambov en Russie, plus précisément dans la forêt de Rada.

## L'aide des jeunes bénévoles
Depuis 1996, une équipe de jeunes se rend traditionnellement fin août, sur place, pour entretenir les lieux, d'abord annuellement, puis, après 2000, chaque année pair. Depuis le 8 août 1998, le site comprend un "carré français", comprenant une stèle, en hommage aux Alsaciens-Mosellans, où l'on peut lire "Aux Français d'Alsace et de Moselle incorporés de force au mépris du droit dans l'armée allemande de 1942 à 1945, qui périrent par milliers à Tambov-Rada au camp 188, dit de "rassemblement des Français" alors qu'ils espéraient rejoindre les forces alliées",. L'année 2014 a été celle du 11e pèlerinage.
A Tambov, des étudiants Russes apprenant le français accompagnent les jeunes Français lors de leur séjour. Périodiquement une délégation de Tambov fait aussi le voyage retour, en Alsace, en octobre 2011 par exemple.
Après le travail effectué par les jeunes, les familles, parents et descendants de Malgré-Nous font également le voyage, pour voir les lieux qu'ont connu leurs aïeux.
Une thèse a d'ailleurs été en grosse partie réalisée lors de ces "pèlerinages" par Florence Fröhlig, sur le thème des Alsaciens-Mosellans à Tambov pendant le conflit mondial (Florence Fröhlig. 2013 Painful legacy of World War II: Nazi forced enlistment. Alsatian/Mosellan Prisoners of War and the Soviet prison Camp of Tambov. 2013 Acta Universitatis Stockholmiensis. Stockholm Studies in Ethnology).

## Travail de redécouverte
L'association s'attache à continuer à garder la mémoire des Malgré-Nous présents à Tambov, mais aussi à Kirsanov, dont le cimetière contient plusieurs sépultures françaises. Ces deux lieux sont donc particulièrement importants pour les Alsaciens et les Mosellans. On a retrouvé également d'autres tombes à Morchansk, au nord de Tambov.
Lors du passage de l'association sur les lieux, elle continue de découvrir de nouveaux espaces d'inhumation, et améliore l'aménagement, notamment en apposant des plaques,, en débroussaillant également. Elle est aidée de l'expertise et du travail de fonctionnaires et de professeurs de Tambov.

## Le dévoilement des archives
Régulièrement l'association trouve des réponses aux requêtes des familles restées sans nouvelles de leurs proches morts en terre russe. L'association s'emploie à retrouver et travailler les données disponibles, dans les archives russes et allemandes.
À la suite de l'effondrement du bloc soviétique, de l'ouverture progressive des archives, et des lieux, ces énormes travaux de recherche peuvent avoir lieu. L'ensemble des archives russes ont été traduites en Alsace. L'accès aux informations militaires permet de relocaliser un corps, de mettre un nom sur une fosse commune. Ce travail sur les archives a été difficile, notamment en raison de la translittération des noms alsaciens de et vers l'alphabet cyrillique, comme le souligne Régis Baty dans sa thèse.
Les parents ou descendants d'anciens de Tambov se montrent curieux d'en savoir plus sur le devenir des combattants. Pour refermer enfin une plaie ouverte depuis de si nombreuses décennies. L'accès aux informations n'était pas aussi aisé au sortir de la guerre, et le système soviétique ne permettait pas plus leur diffusion.

## Disparition d'un tabou
Ce travail de mémoire n'est pas seulement effectué par l'Association Pèlerinage Tambov, qui n'est qu'une structure parmi d'autres, alsaciennes, mosellanes ou encore allemandes. Les initiatives se multiplient, pour ne pas laisser ce passé douloureux oublié. Comme Oradour-sur-Glane, Tambov est et reste une blessure pour l'Alsace-Moselle,qui va en s'estompant, avec la reconnaissance affichée par les pouvoirs publics, et par leur engagement pour raconter et expliquer ce passé. Longtemps Tambov était synonyme de tabou, de blessure dont personne ne voulait parler, que personne ne voulait dévoiler,mais plutôt oublier, tant cette époque a été éprouvante.

## Actions en Alsace
L'association plante épisodiquement un arbre de Tambov, ramène de la terre de Tambov, parfois aussi installe une stèle, participe à des conférences sur le thème de Tambov, ou encore organise de courtes exposition de dessins ou photos, historiques ou prises à Tambov lors des pèlerinages.
L'association entretient également des relations régulières avec les pouvoirs publics pour les sensibiliser, conserver leur soutien, et elle participe à un travail pédagogique sur Tambov, son histoire, mais aussi œuvre à maintenir le lien avec les familles touchées par l'épisode de Tambov.